# Bob Marley: One Love
Pour les articles homonymes, voir Bob Marley (homonymie) et One Love.
Pour plus de détails, voir Fiche technique et Distribution.
Bob Marley: One Love est un film américain réalisé par Reinaldo Marcus Green et sorti en 2024. Il s'agit d'un film biographique sur le chanteur Bob Marley, principalement centré sur la fin des années 1970 avec des flashbacks sur sa jeunesse.
Le film engrange 177 millions de dollars de recettes à travers le monde. En France, le film passe la barre de 1,9 million d’entrées en salles.

## Synopsis
En 1976, la Jamaïque est en proie à un violent conflit armé entre le parti travailliste et le parti national du peuple. Dans ce contexte tendu, Bob Marley annonce que lui et son groupe The Wailers vont participer au concert Smile Jamaica organisé à Kingston pour promouvoir la paix. Peu de temps avant l'événement, Bob Marley, sa femme Rita et certains musiciens sont victimes d'une tentative d'assassinat à leur domicile. Rita et Bob sont hospitalisés mais remis à temps pour le concert alors que Don Taylor est le plus touché après avoir reçu plusieurs balles.
Après le concert, Bob ne se sent pas en sécurité et insiste pour que Rita aille dans le Delaware aux États-Unis chez sa mère avec les enfants. De son côté, Bob se rend à Londres avec ses musiciens pour travailler sur le prochain album. Il assiste via la télévision à la poursuite du conflit en Jamaïque. Bob trouve ensuite le titre du nouveau disque en écoutant la bande originale du film Exodus. Il demande ensuite à Rita de le rejoindre pour participer à l'enregistrement de l'album. Sorti à l'été 1977, Exodus est un immense succès dans le monde et popularise le reggae et le mouvement rastafari.
Alors que le groupe s'apprête à partir en tournée en Europe, Bob insiste auprès de son producteur Chris Blackwell pour également faire des concerts en Afrique. Lors d'une soirée à Paris, Rita et Bob se disputent sur divers sujets comme leurs infidélités, leur nouveau style de vie ou encore le fait de retourner ou non en Jamaïque. Bob Marley se brouille ensuite avec son manager Don Taylor en raison de problèmes financiers sur les éventuels concerts africains.
Après une blessure contractée en jouant au football à Paris en 1977, Bob est poussé par Chris à consulter un spécialiste. D'abord réticent, le chanteur finit par accepter. On lui diagnostique alors un mélanome empêchant sa blessure à l'orteil de guérir. Malgré tout, Bob refuse tout traitement. Faisant face à sa propre mortalité, il décide de se réconcilier avec Rita et Don et de rentrer en Jamaïque, en 1978.
De retour au pays, Bob est accueilli en héros. Il retrouve ses nombreux enfants et même l'homme qui lui avait tiré dessus, deux ans plus tôt. En paix, Bob lui pardonne. Il donne ensuite son One Love Peace Concert le 22 avril 1978, devant une immense foule en délire. Sur scène, il réconcilie les deux chefs des partis politiques en conflit depuis près de deux ans.
Des images d'archives résument ensuite sa vie, jusqu'à son décès en 1981.

## Fiche technique
Sauf indication contraire, les informations mentionnées dans cette section peuvent être confirmées par la base de données cinématographiques IMDb,  présente dans la section « Liens externes ».
- Titre original et français : Bob Marley: One Love
- Réalisation : Reinaldo Marcus Green
- Scénario : Zach Baylin, Frank E. Flowers, Reinaldo Marcus Green et Terence Winter
- Musique : Kris Bowers
- Direction artistique : Andrew Bennett
- Décors : Chris Lowe
- Costumes : Anna B. Sheppard
- Photographie : Robert Elswit
- Montage : Pamela Martin
- Production : Brad Pitt, Cedella Marley, Rita Marley, Ziggy Marley et Robert Teitel
- Sociétés de production : Tuff Gong Pictures, State Street Pictures et Plan B
- Société de distribution : Paramount Pictures (États-Unis et France)
- Budget : 70 millions de dollars[1]
- Pays de production :  États-Unis
- Langue originale : anglais
- Format : couleur - 2.35:1
- Genre : drame biographique
- Durée : 107 minutes
- Dates de sortie[2] : 
  - Jamaïque : 23 janvier 2024 (avant-première au Carib Theatre de Kingston)
  - France, États-Unis : 14 février 2024

## Distribution
Sauf indication contraire, les informations mentionnées dans cette section peuvent être confirmées par la base de données cinématographiques IMDb,  présente dans la section « Liens externes ».
- Kingsley Ben-Adir (VF : Jean-Baptiste Anoumon ; VQ : Patrick Emmanuel Abellard) : Bob Marley
- Lashana Lynch (VF : Corinne Wellong ; VQ : Naïla Louidort) : Rita Marley
- James Norton (VF : Marc Arnaud ; VQ : Alexandre Fortin) : Chris Blackwell
- Henry Douthwaite : Norval Marley
- Sevana (en) : Judy Mowatt
- Hector Lewis (VF : Thierno Ba ; VQ : Anglesh Major) : Carlton Carly Barrett
- Tosin Cole (VF : Alex Fondja ; VQ : Clifford Leduc-Vaillancourt) : Tyrone Downie
- Sheldon Shepherd (VF : Baudouin Sama ; VQ : Philippe Racine) : Neville Garrick (en)
- Aston Barrett Jr. (en) (VF : Mohad Sanou ; VQ : Lyndz Dantiste) : Aston « Family Man » Barrett
- Wilfred Chambers (VF : Emil Abossolo-Mbo ; VQ : Widemir Normil) : Mortimer Planno
- Michael Gandolfini (VF : Clément Moreau) : Howard Bloom
- Nadine Marshall (en) : Cedella Malcolm
- Anthony Welsh (en) (VF : Abdel-Rahym Madi) : Don Taylor

 Source et légende : version française (VF) sur RS Doublage et carton cinématographique du doublage français ; version québécoise (VQ) sur Doublage.qc.ca

## Production

### Genèse, développement et attribution des rôles
En mars 2021, il est annoncé qu'un film biographique sur Bob Marley est en développement chez Paramount Pictures. Reinaldo Marcus Green est engagé comme réalisateur, avec un scénario écrit par Zach Baylin (en), Frank E. Flowers et Terence Winter,.
En février 2022, Kingsley Ben-Adir est annoncé dans le rôle du chanteur, après une longue période de casting dans le monde entier. En aout 2022, Lashana Lynch est officialisée dans le rôle de son épouse, Rita Marley. En février 2023, Michael Gandolfini, Nadine Marshall, James Norton et Anthony Welsh sont annoncés dans des rôles inconnus.

### Tournage
Le tournage débute en décembre 2022 à Londres,. Il se déroule également à Kingston en Jamaïque.

## Sortie et accueil

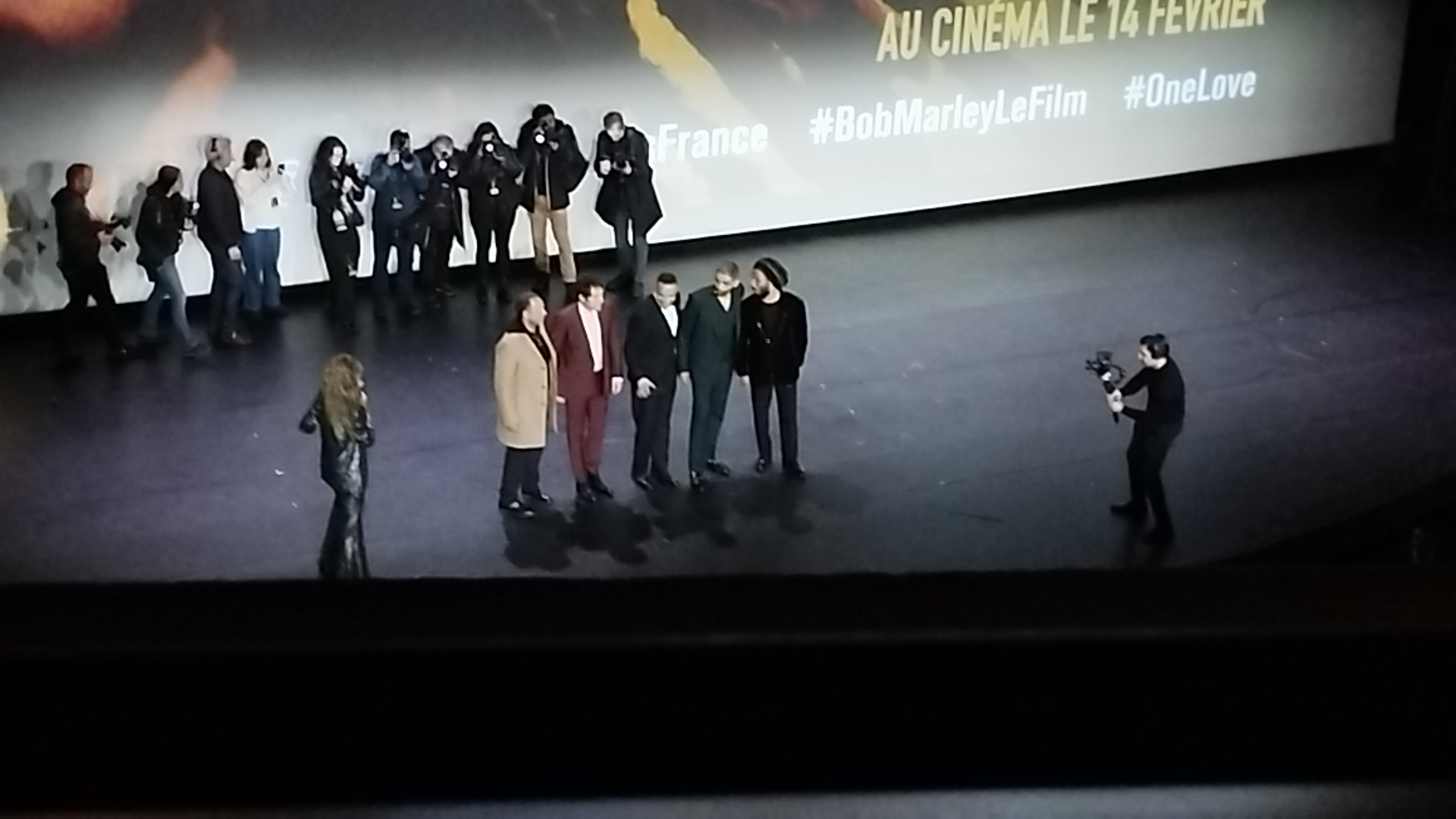
Avant-première de Bob Marley: One Love au Grand Rex, en février 2024.

### Date de sortie
La sortie française est initialement fixée au 10 janvier 2024, avant un report au 14 février après l'avant-première officielle au Grand Rex le 1er février.
Aux États-Unis, le film sort dans 3536 salles le 14 février

### Box-office
Le film sort en France le 14 février 2024 dans 590 salles. Il réalise 197 950 entrées pour sa première journée (52 216 avant-premières).
En une semaine, 772 865 entrées sont comptabilisées permettant au film de prendre la tête du box office.
Le deuxième week-end d'exploitation permet au film de passer la barre symbolique du million d'entrées.
Après trois semaines, le film reste sur le podium du box office français avec 313 205 entrées supplémentaires pour 877 copies. 172 507 entrées sont comptabilisées lors du quatrième week-end d'exploitation (avec 999 copies).
La barre de 1,8 million de spectateurs  est passée lors de la 6e semaine en salles.
Le film quitte les salles après 12 semaines et 2 003 626 entrées.
Distribué dans 3 536 salles sur le territoire américain, le long métrage prend directement la première place du box-office avec 28,5 millions de dollars durant le week-end de sa sortie. Le film rapporte près de 97 millions de dollars après 72 jours d'exploitation.

### Bande-originale
Bande originale du film "Bob Marley : One Love" sorti en 2024, comprenant les versions originales extraites des albums "Catch A Fire", "Burnin", "Rastaman Vibration", "Exodus", "Kaya" et "Uprising" plus deux mix inédits de "So Jah Sey" et "War/No More Trouble". Ces deux mix ont été travaillés à partir des prises originales mais sont légèrement différents des versions des albums.
| 1.             | "Get Up, Stand Up"                                            | Issu de "Catch A Fire"          | 3:18  |
| 2.             | "Roots, Rock, Reggae"                                         | Issu de "Rastaman Vibration"    | 3:37  |
| 3.             | "I Shot the Sheriff"                                          | Issu de "Burnin"                | 4:42  |
| 4.             | "No More Trouble"                                             | Issu de "Catch A fire"          | 3:58  |
| 5.             | "War/No More Trouble" (2024 'One Love' sountrack version)     | Mix inédit                      | 4:57  |
| 6.             | "So Jah S'eh" (2024 'One Love' soundtrack version)            | Mix inédit                      | 7:32  |
| 7.             | "Natural Mystic"                                              | Issu de "Exodus"                | 3:28  |
| 8.             | "Turn Your Lights Down Low"                                   | Issu de "Exodus"                | 3:40  |
| 9.             | "Exodus"                                                      | Issu de "Exodus"                | 7:39  |
| 10.            | "Jamming"                                                     | Issu de "Exodus"                | 3:32  |
| 11.            | "Concrete Jungle"                                             | Issu de "Catch A Fire"          | 4:12  |
| 12.            | "No Woman, No Cry" (Live at the Rainbow Theatre, 4 Juin 1977) | Issu de "Live at Rainbow" (DVD) | 7:01  |
| 13.            | "Three Little Birds"                                          | Issu de "Exodus"                | 3:01  |
| 14.            | "Redemption Song"                                             | Issu de "Uprising"              | 3:47  |
| 15.            | "One Love / People Get Ready"                                 | Issu de "Exodus"                | 2:51  |
| 16.            | "Is This Love"                                                | Issu de "Kaya"                  | 3:53  |
| 17.            | "Rastaman Chant"                                              | Issu de "Burnin"                | 3:46  |
| durée totale : | durée totale :                                                | durée totale :                  | 74:54 |